# Cyclamen libanoticum
Cyclamen libanoticum is een zeldzame plant van de bergen in het noordoosten van Beiroet, waar hij in 1895 gevonden werd. Daarna werd hij niet meer gevonden en men dacht dat hij uitgestorven was totdat hij in 1961 teruggevonden werd.

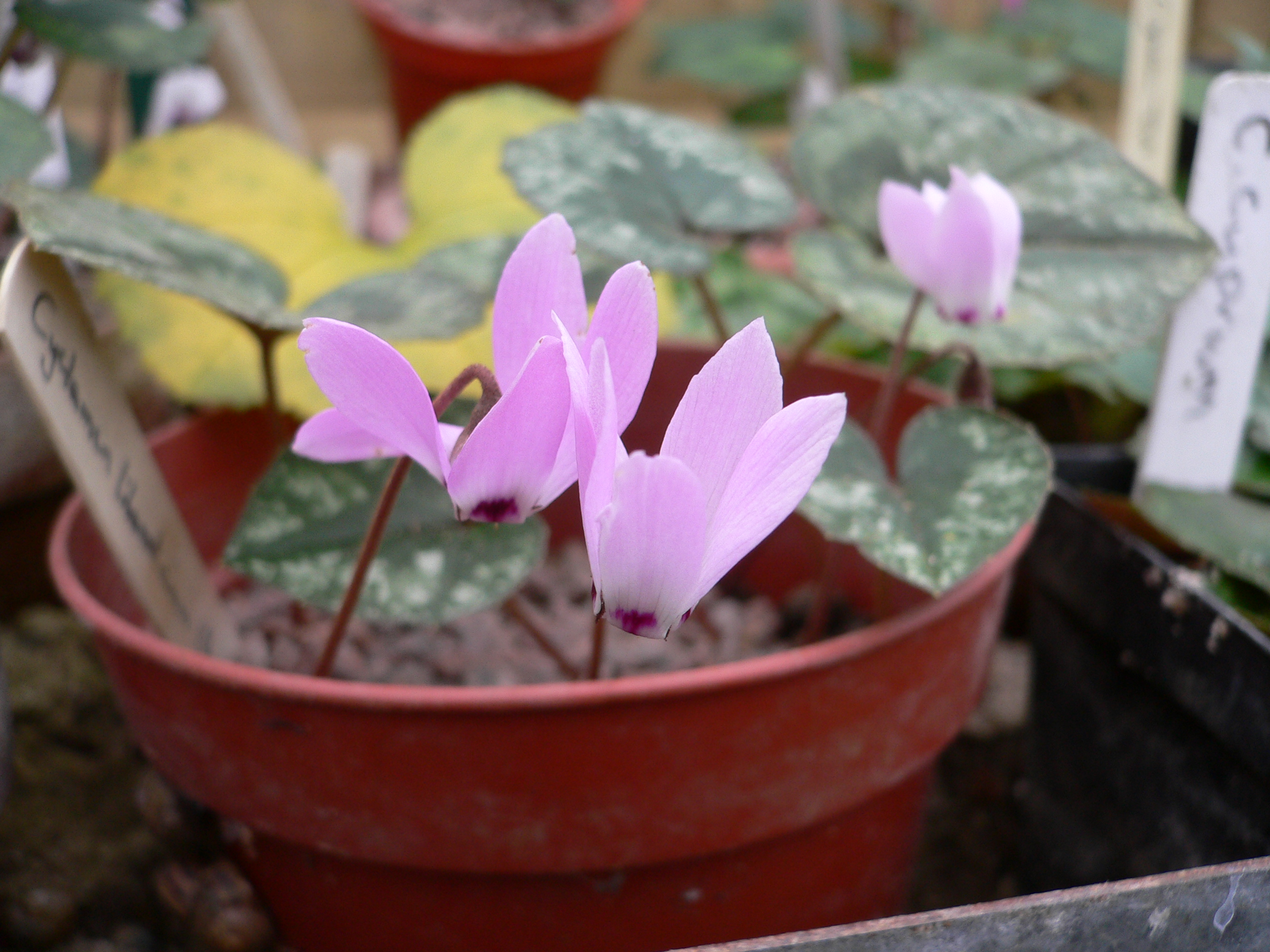
Cyclamen libanoticum 'Eliot Hodgkin'

De grote roze bloemen met purperkleurige basis en scherpe geur verschijnen in februari – maart. De zeegroene bladeren hebben grijsachtige tekeningen.
Deze mooie soort kan niet tegen vrieskou en moet, behalve in streken met een zachter klimaat, in koude kas worden gekweekt.
'Eliot Hodgkin' is een selectie met slankere bloemen.
Cyclamen ×wellensiekii Iets. is een kruising in 1969 in Nederland verkregen tussen deze soort en Cyclamen cyprium – de andere soort van het ondergeslacht Cyclamen subgen. Corticata. Deze fertiele hybride heeft roze bloemen die bloeien van november tot maart.
Cyclamen ×schwarzii Grey-Wilson is een fertiele hybride Cyclamen pseudibericum × Cyclamen libanoticum. Deze hybride kan terugkruisen met een van de ouders.
... · 
C. abchasicum · 
C. africanum · 
C. alpinum · 
C. balearicum · 
C. cilicium · 
C. colchicum · 
C. coum (Rondbladige cyclaam) · 
C. creticum · 
C. cyprium · 
C. elegans · 
C. graecum · 
C. hederifolium (Napolitaanse cyclaam) · 
C. intaminatum · 
C. libanoticum · 
C. mirabile · 
C. persicum · 
C. pseudibericum · 
C. parviflorum · 
C. purpurascens (Alpenviooltje) · 
C. repandum · 
C. rhodium · 
C. rohlfsianum · 
C. somalense · 
...